# تجمع الوطية (حجر الصيعر)

تعديل مصدري - تعديل

تجمع الوطية هي إحدى قرى عزلة حجر الصيعر بمديرية حجر الصيعر التابعة لمحافظة حضرموت، بلغ تعداد سكانها 37 نسمة حسب تعداد اليمن لعام 2004.